# Білозірка (Кременецький район)
Білозі́рка — село в Україні, у Лановецькій міській громаді, Кременецького району Тернопільської області. До 2020 року — центр Білозірської сільської ради, якій підпорядковувалося також село Шушківці. Населення становить 1102 особи.

## Географія
Село Білозірка розташоване на річці Самець, за 72 км від обласного центру, 60 км — від районного центру та 18 км — від адміністративного центру міської громади та межує з селами Москалівка та Шушківці. 

## Населення
Наприкінці XIX століття в Білозірці було 449 будинків та мешкало 2865 осіб, з них: українців — 2865, поляків — 78, і євреїв — 445.
На початку 1970-х років у селі мешкало 2280 осіб. Згідно з переписом УРСР 1989 року, чисельність населення села становила 1250 осіб, з яких 527 чоловіків та 723 жінки. За переписом населення України 2001 року, у селі мешкало 1102 особи.
Мова
Розподіл населення за рідною мовою за даними перепису 2001 року:
| українська | 1092 | 99,09 |
| вірменська | 6    | 0,55  |
| російська  | 4    | 0,36  |

Мовні особливості
Село розташоване на порубіжжі наддністрянського та волинського говорів. У «Наддністрянський реґіональний словник» Гаврила Шила внесене лише одне слово — шталендра (худа худобина), що вживається лише у Білозірці.

## Топоніми

### Урбаноніми
Кількість елементів інфраструктури в селі — це 21 вулиця, 1 площа та 1 провулок з 658 будинками.
Вулиці
- Базарна
- Бригадна
- Вербова
- Весела
- Вишнева
- Затишна
- Зелена
- Лесі Українки
- Лиса Гора
- Лісова
- Об'їздова
- Плетянка
- Садова
- Криси Семена (колишня 1-го Травня)
- Софіївка
- Стрімка
- Франка Івана
- Фролової Тетяни (колишня Жовтнева)
- Центральна
- Шкільна
- Юркевича Андрія

Площі
- Відродження

Провулки
- Затишшя

## Походження назви
Походження назви населеного пункту достеменно невідоме. Існує кілька легенд, що пояснюють назву села.
За однією з них, мандрівники, йдучи своїми нескінченними дорогами, неодмінно заходили до села, у якому на небосхилі сяяла біла зірка. Здавалося, що вона могла освітити все навколо і без місяця. Ймовірно, саме тому село назвали Білозіркою.
Інша легенда говорить, що за селом на пагорбі стояла біла хата. Ввечері її було видно здалека. Мандрівники, проходячи, казали: «Зайдім до села. Там щось біліє, як зірка на землі».
Третя легенда стверджує, що за селом на Збручі колись були білі озера. На жаль, через невдалу меліорацію вони висохли. Лише під час великих дощів озера частково наповнюються водою. Ймовірно, від назви озер походить назва села.

## Історія
Вперше село Білозерка згадується у «Литовській метриці», під час ревізії замків у 1545 році: «сεло Бεлозорка, в томь сεлѣ два члвки ново ωсѣли, εщо на воли сεдят». У 1545 році містечко Білозірка належало до Кременецького замку, пізніше її надано князям Збаразьким та згадувано в документах як Верхниця. У 1583 році Білозірка належала князю Петру Збаразькому. Від князів Збаразьких село перейшло до князів Вишневецьких, а згодом — до Огінських. З 1743 року Білозірка належала Берестовським.
Полоцький каштелян та учасник Барської конфедерації Адам Берестовський (1722—1790) перетворив Білозірку на успішне містечко, яке ярмаркувало чотири рази на рік. Шляхтич збудував у Білозірці костел та власну резиденцію. У селі діяла фабрика з виробництва вітрильного полотна. У 1781 році її відвідав на шляху до Кам'янця-Подільського Станіслав Август Понятовський. У другій половині XVIII століття Білозірка отримала міські права та від 1797 року стала волосним центром Кременецького повіту Волинської губернії.

### Період занепаду
Одна з праправнучок Адама Берестовського, Марія Анеля (померла у 1903 році) заповіла Білозірку своєму сину, графу Ігнацію Красицькому (1839—1924). У ті часи в Білозірці пани вже не мешкали, маєтком керував адміністратор, який й довів містечко до стану руїни. Після смерті матері, Ігнацій Красицький одразу продав Білозірку російському поміщикові Теплякову, але той теж виявився поганим господарем та потроху розпродав маєток, зовсім не дбаючи про садибний будинок.
У 1879 році засновано однокласну народну школу. 1911 року у Білозірці діяли: волосна та міська управи, середня школа, синагога, лікарня, аптека й аптечний склад, пошта, телеграф, кредитне товариство, горілчаний магазин, 27 крамниць; тут 8 разів на рік відбувалися ярмарки. Родині російських землевласників Теплякових у Білозірці належало 3370 десятин землі.
У 1900 році в Білозірці жило 1070 євреїв. У 1911 році в Білозірці були волосна і міська управи, 27 крамниць, телеграф, кредитне товариство та пошта. Діяло товариство «Просвіта». Ярмарки проводились вісім разів на рік.

### Радянська влада
У січні 1918 року в селі проголошено Радянську владу. У червні—липні 1919, липні-вересні 1920 року тривало радянське будівництво. Селяни організували сільськогосподарський кооператив.
Під владою Польщі село було резиденцією сільської комуни Білозірка в Кременецькому повіті Волинської губернії. До Другої світової війни більшість населення становили українці, а євреїв було трохи менше. Крім того, у місті проживали десятки польських родин.
На 1936 рік село входило до складу ґміни Білозірка Кременецького повіту.
1939 року радянська влада змінила статус Білозірки з містечка на село. 1940 року організований колгосп.
Під час німецької окупації навесні 1942 року близько 1000 євреїв з Білозірки переселили до гетто в Ланівцях, де їх згодом розстріляли. На початок зими 1943 року біля сільської церкви відбулася збройна сутичка між УПА та радянськими партизанами. 1944 року до лав червоної армії було мобілізовано 296 осіб, з яких 82 полягли в боях на фронтах німецько-радянської війни, а 156 за бойові подвиги нагороджені орденами й медалями.
По війні, у 1949 році, селі відновив діяльність колгосп імені Толбухіна. На початок 1970-х років в користуванні господарства було 4,2 тис. га сільськогосподарських угідь, у тому числі 4,1 тис. га орної землі. Господарство спеціалізувалося на вирощуванні зернових культур і насіння кормових буряків. Розвивалося тваринництво м'ясо-молочного напряму. З допоміжних підприємств був млин, деревообробні майстерні, цегельний завод в Шушківцях. За успіхи в розвитку колгоспного виробництва орденом Трудового Червоного Прапора нагороджено голову колгоспу І. Брегу, секретаря партійної організації колгоспу, С. Жаловську, орденом «Знак Пошани» — свинарку Г. Мельничук, телятницю М. Гудзюк, тракториста Г. Друзюка.
У той час в селі працювали середня школа, в якій навчалося 303 учні, бібліотека, клуб із стаціонарною кіноустановкою; дільнична лікарня на 50 ліжок, аптека, дитячі ясла, кравецька майстерня, відділення зв'язку. Протягом 1962-1972 років споруджено 151 житловий будинок та 13 приміщень громадсько-виробничого призначення. 

### Незалежна Україна
12 червня 2020 року, відповідно до розпорядження Кабінету Міністрів України № 724-р «Про визначення адміністративних центрів та затвердження територій територіальних громад Тернопільської області» увійшло до складу Лановецької міської громади.
19 липня 2020 року, в результаті адміністративно-територіальної реформи та ліквідації Лановецького району, село увійшло до складу Кременецького району.

## Пам'ятки

### Палац у Білозірці
Тадеуш Й. Стецький згадував про класицистичну резиденцію в Білозірці так: «Палац на кшталт кляштору обмурований». Ще одне свідчення епохи, від Юзефа Дунін-Карвицького: «Мурований двір з виразними амбіціями на палац, оточений високим муром, із затишним парком, помереженим каналами, з'єднаний гарною терасою з прилеглим павільйоном». Найдавніше зображення будівлі — на літографії Йосифа Піллера з 1820-х років. Наполеон Орда малював палац через півстоліття і з іншого боку. Відомо, що фронтон палацу прикрашали герби Огінських та Берестовських. На архітраві містився напис: «HAEC DOMUS RESTAURATA ANNO DOMINI 1814». В одному з палацових крил була домашня каплиця (Тадеуш Стецький згадував, що вона розташовувалась у залі, котрий колись слугував аматорським театром). Свідчень про інтер'єри палацу не збереглося, якщо не вважати згадку про те, що в палаці зберігалося кілька родинних портретів. Білозірський парк вважався одним із найгарніших на Волині.

### Церква святого Архістратига Михаїла
У 1735 році стараннями священика Петра Білецького та парафіян збудована дерев’яна церква святого Архістратига Михаїла, що належала до Волинської єпархії Кременецького повіту. 1868 року храм поставили на кам'яний фундамент, стіни оббили дошками, дах покрили бляхою, ззовні та всередині пофарбували олійними фарбами. У 1896 році збудували дерев'яну дзвіницю на кам'яному фундаменті. 1898 року розпочали, 1909 року закінчили будівництво нового мурованого храму, що був освячений 19 вересня 1909 року єпископом Кременецьким Никоном. Разом з храмом зведено цегляну, чотириярусну дзвіницю. У 1936—1938 роках храм розписали. У 1981—1983 роках розпис відреставрував Григорій Трохимчук. Нині церква святого Архістратига Михаїла перебуває в користуванні релігійної громади Православної церкви України.
На церковному подвір'ї знаходяться дві каплички-усипальниці. Одну з них у 1879 році збудувала родина Митрофанових. 

### Меморіали, пам'ятники
Пам'ятник загиблим у другій світовій війні — композиція, що складається зі скульптурної групи та двох стел: на одній викарбувані прізвища загиблих односельчан, на другій — напис: «Вічна слава героям, які віддали своє життя за Радянську Батьківщину. Ніхто не забутий, ніщо не забуте». Скульптурна група включає жінку з дитиною на руках і солдата у шинелі, касці, з автоматом на лівому боці. Матеріал — мармурова крихта.
Під час визволення Білозірки загинули два радянські воїни, поховані на місцевому сільському цвинтарі. У 1981 році на їхніх могилах встановлено пам'ятники — обеліски з мармурової крихти.
У селі насипано дві символічних могили-кургани: у 1990 році — «Невідомим борцям за волю України часів визвольних змагань 1918—1921 років», 1992 року — «Загиблим 1944 воякам УПА».

## Відомі люди
Народилися:
- Батковський Володимир Уліянович (1996-2023) — український військовик, учасник російсько-української війни.
- Борковська Ганна Степанівна (нар. 1937) — народна майстриня, килимарниця[15].
- Довгалюк Захарій Іванович (1900-1976) — український лікар-хірург, громадський діяч. Головний хірург Тернопільської області (1946—1948), головний лікар Чортківського району (1948—1968). Депутат трьох скликань Тернопільської обласної ради. Заслужений лікар УРСР.
- Луцик Олександр Романович (1972—2022) — військовослужбовець Збройних сил України, учасник російсько-української війни[16].
- Романюк Руслан Богданович (1977—2018) — український військовик, учасник російсько-української війни[17].
- Стащук Роман Петрович (1988-2025) — український військовик, учасник російсько-української війни.
- Фролова Тетяна Іллівна (1941—2021) — українська поетеса, педагогиня, громадська діячка.
- Юркевич Андрій Михайлович (1982-2014) — український військовик, учасник російсько-української війни, командир 2-го взводу 2-ї роти «Захід» 24-го батальйону територіальної оборони «Айдар». Член УНСО. Активний учасник Революції гідності[18].
- Якубишин Богдан Кузьмович (1941-2008) — український господарник, громадсько-політичний діяч.

## Економіка
Основне виробництво здійснюється в галузі сільського господарства. У селі зареєстроване підприємство ПСП «Агрофірма „Білозірська“», яке займається вирощуванням сільськогосподарських культур, та кілька приватних підприємців.

## Соціальна сфера
Діють Білозірська загальноосвітня школа І-III ступенів (директор — Гераймович Антоніна Миколаївна) та дитячий садок. До 2003 року в селі була лікарня, яка надавала медичне обслуговування декільком навколишнім селам. Проте її було перетворено на амбулаторію (денний стаціонар) на 10 ліжкомісць. В амбулаторії працює стоматологічний кабінет].
В селі організований футбольний клуб «Ентузіаст», який виступає на першість району.

## Галерея

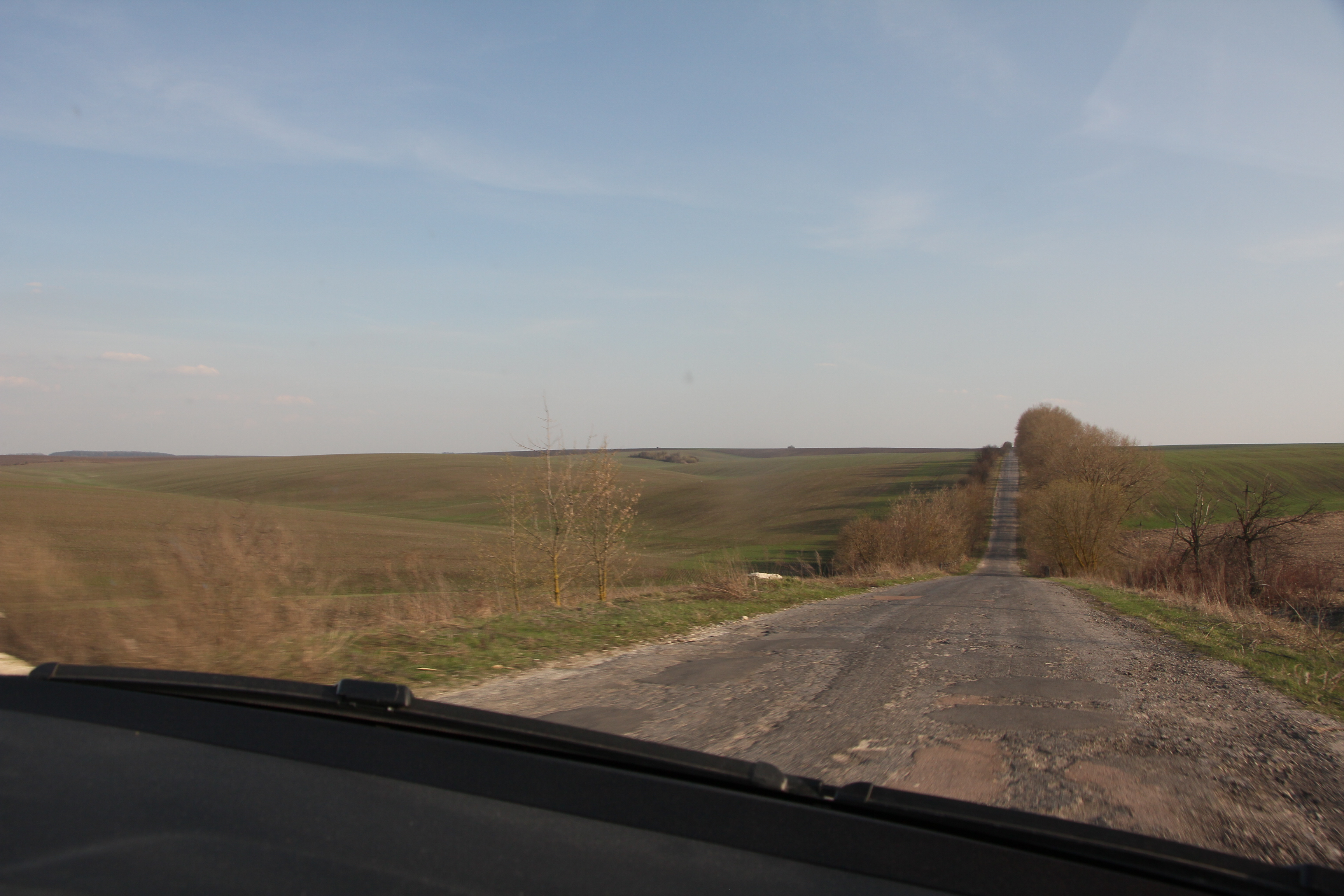
Дорога до села
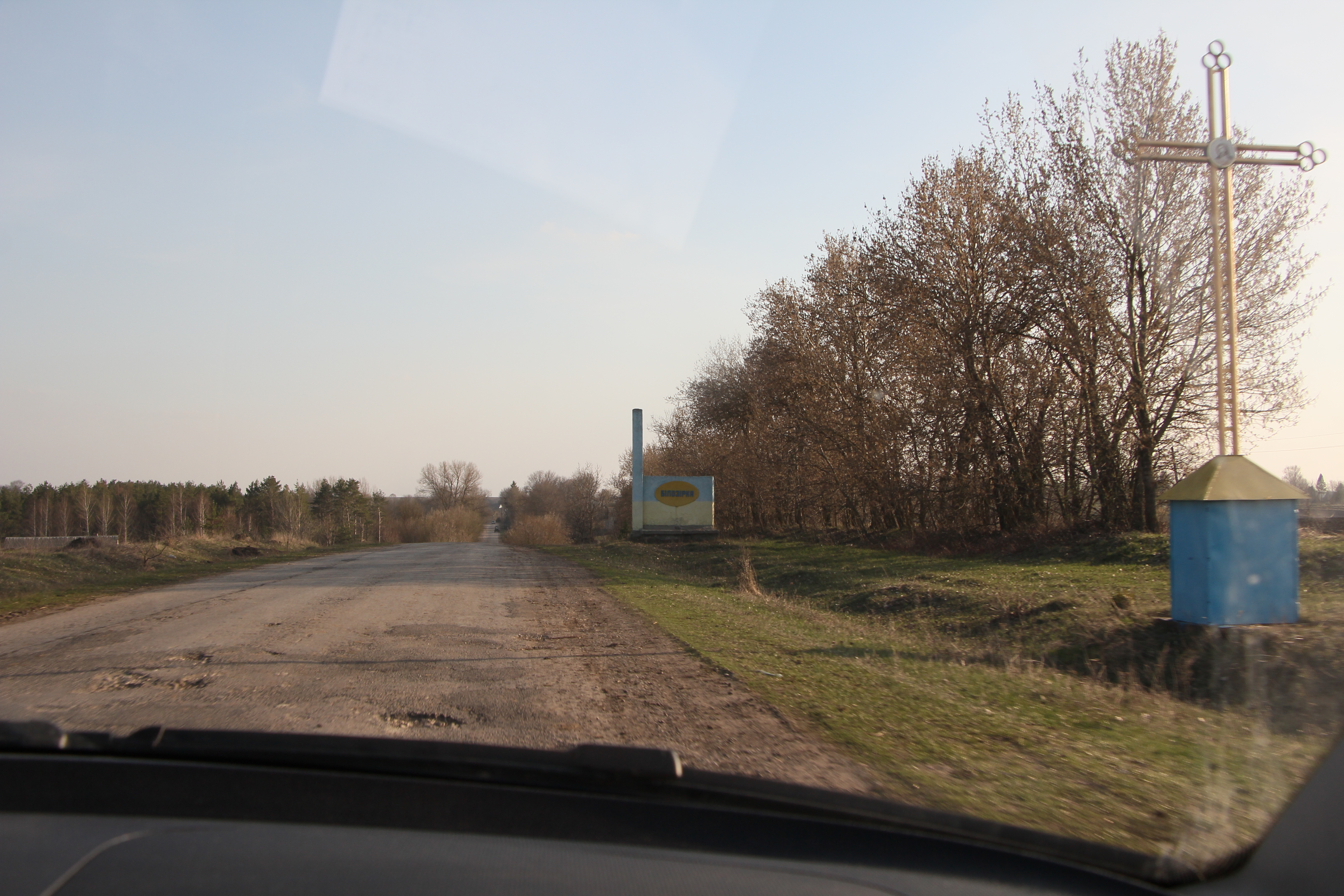
Дорожній знак Білозірка
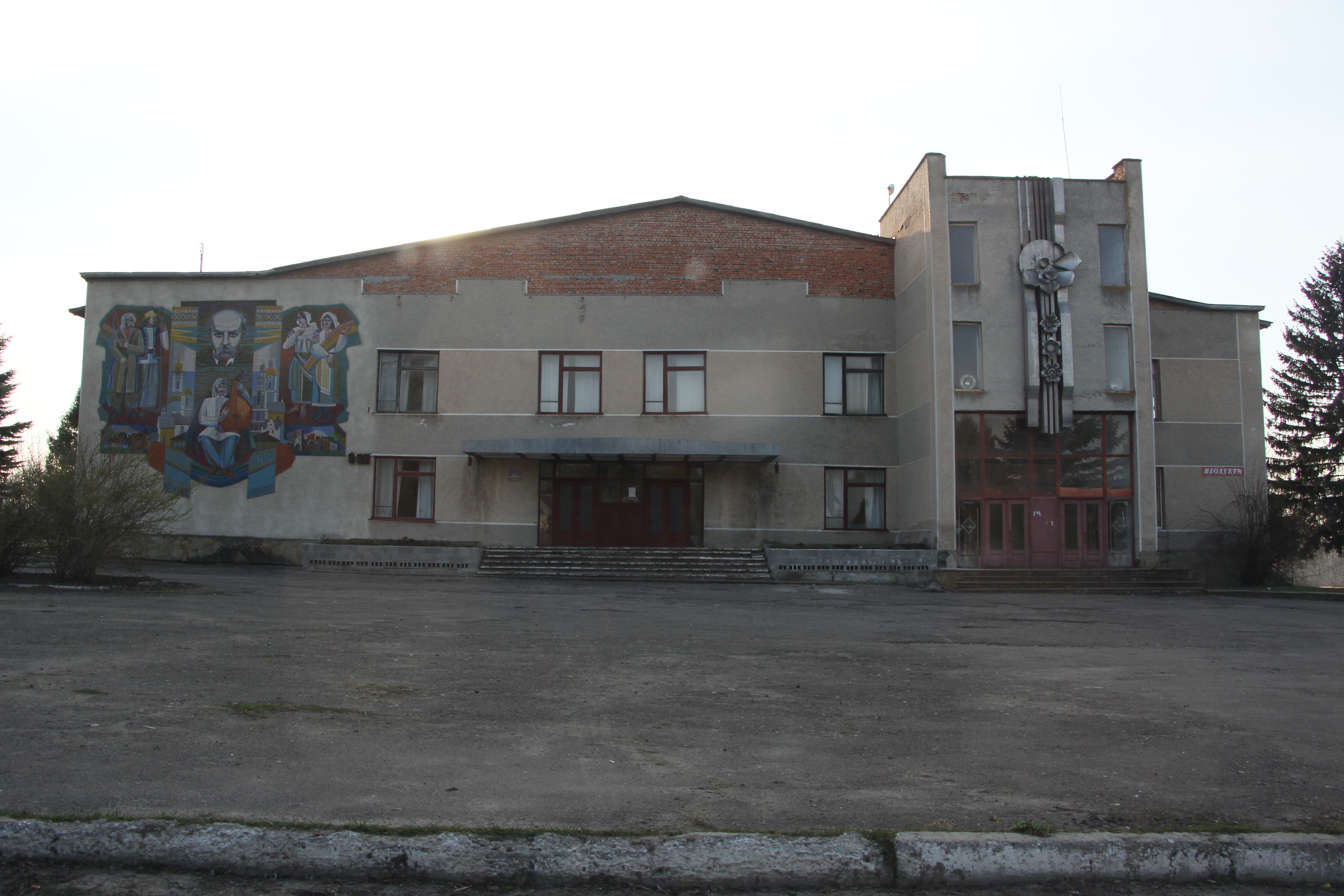
Адмінбудівля
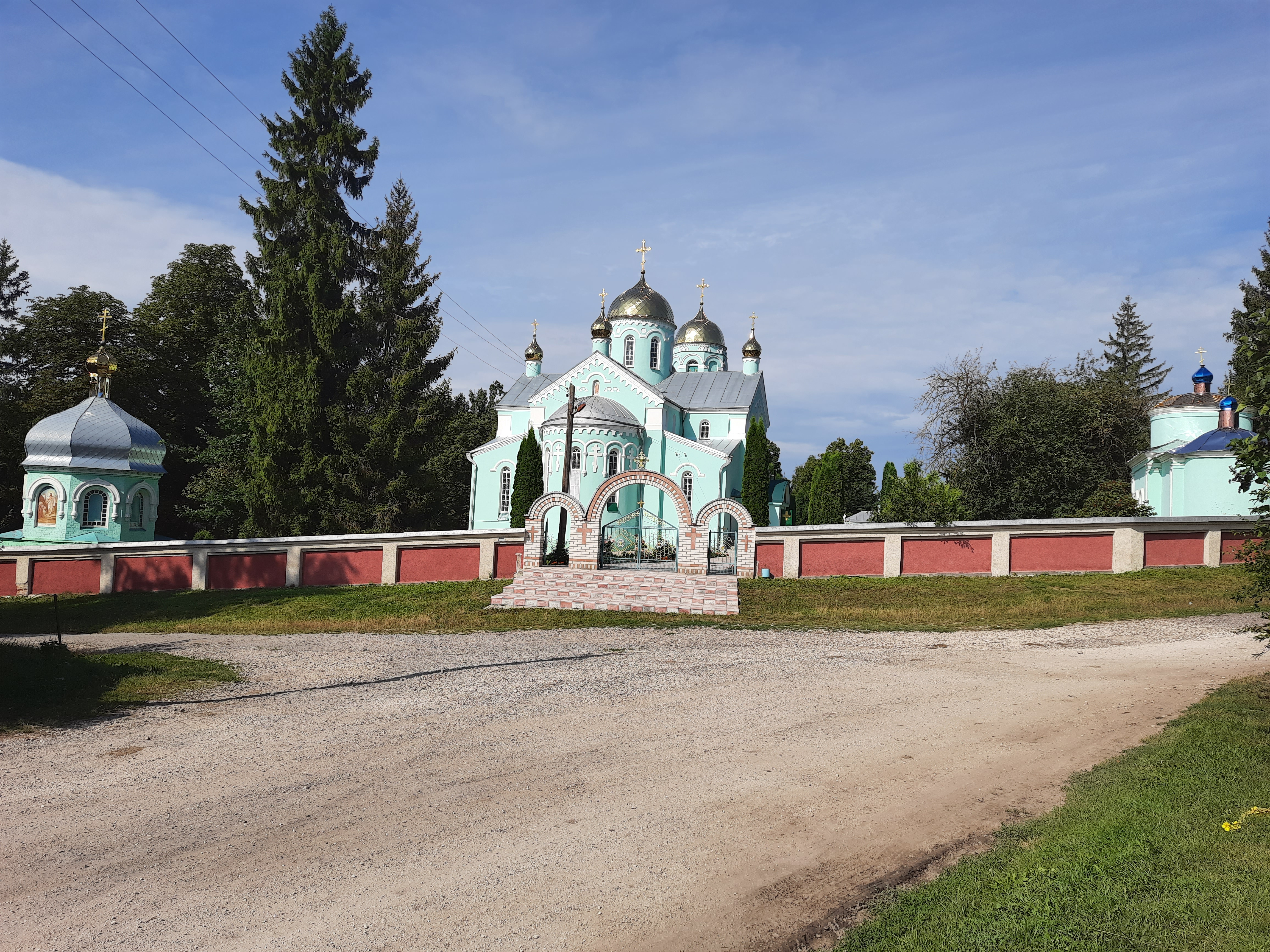
Церква Святого Архістратига Михаїла
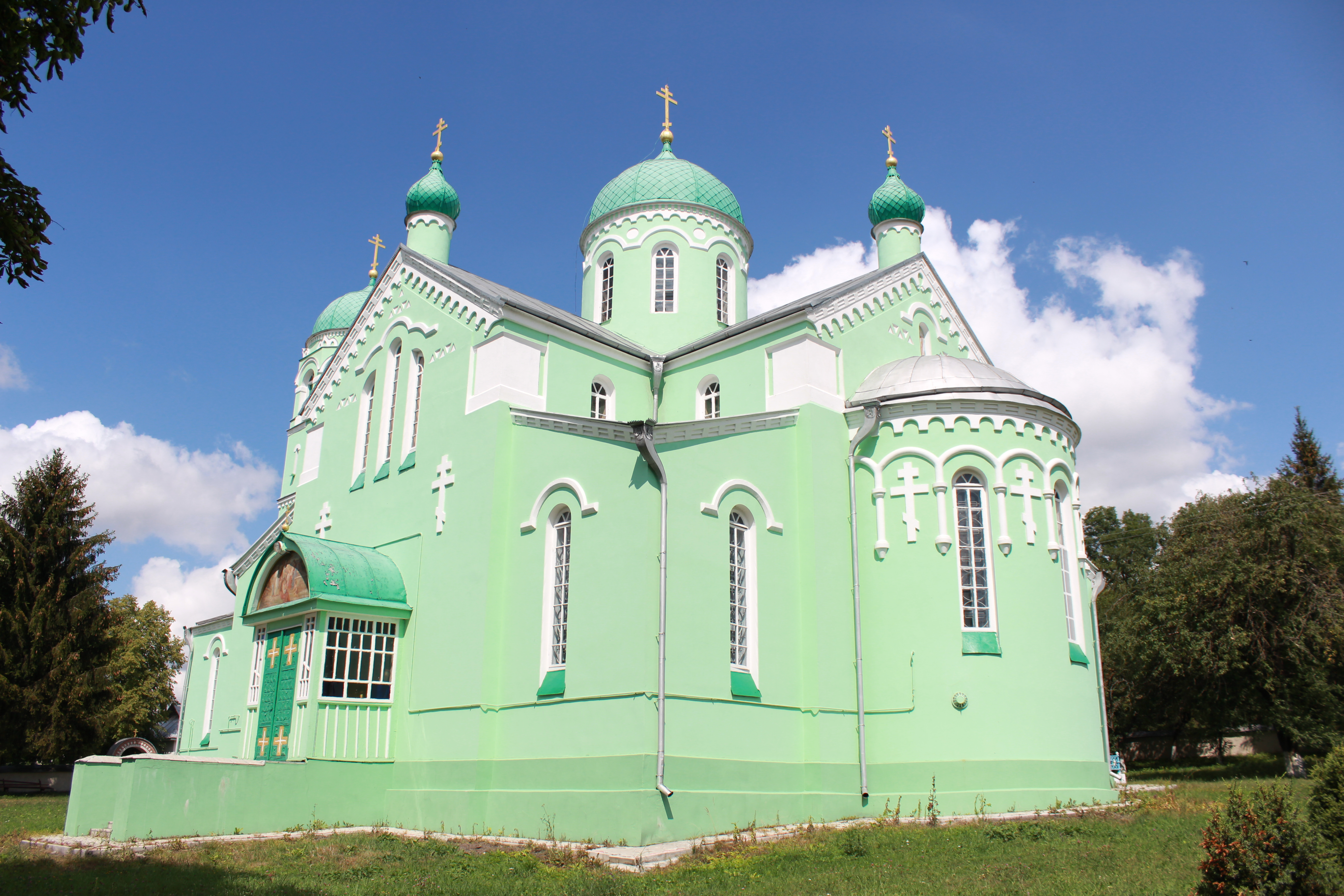
Церква Святого Архістратига Михаїла
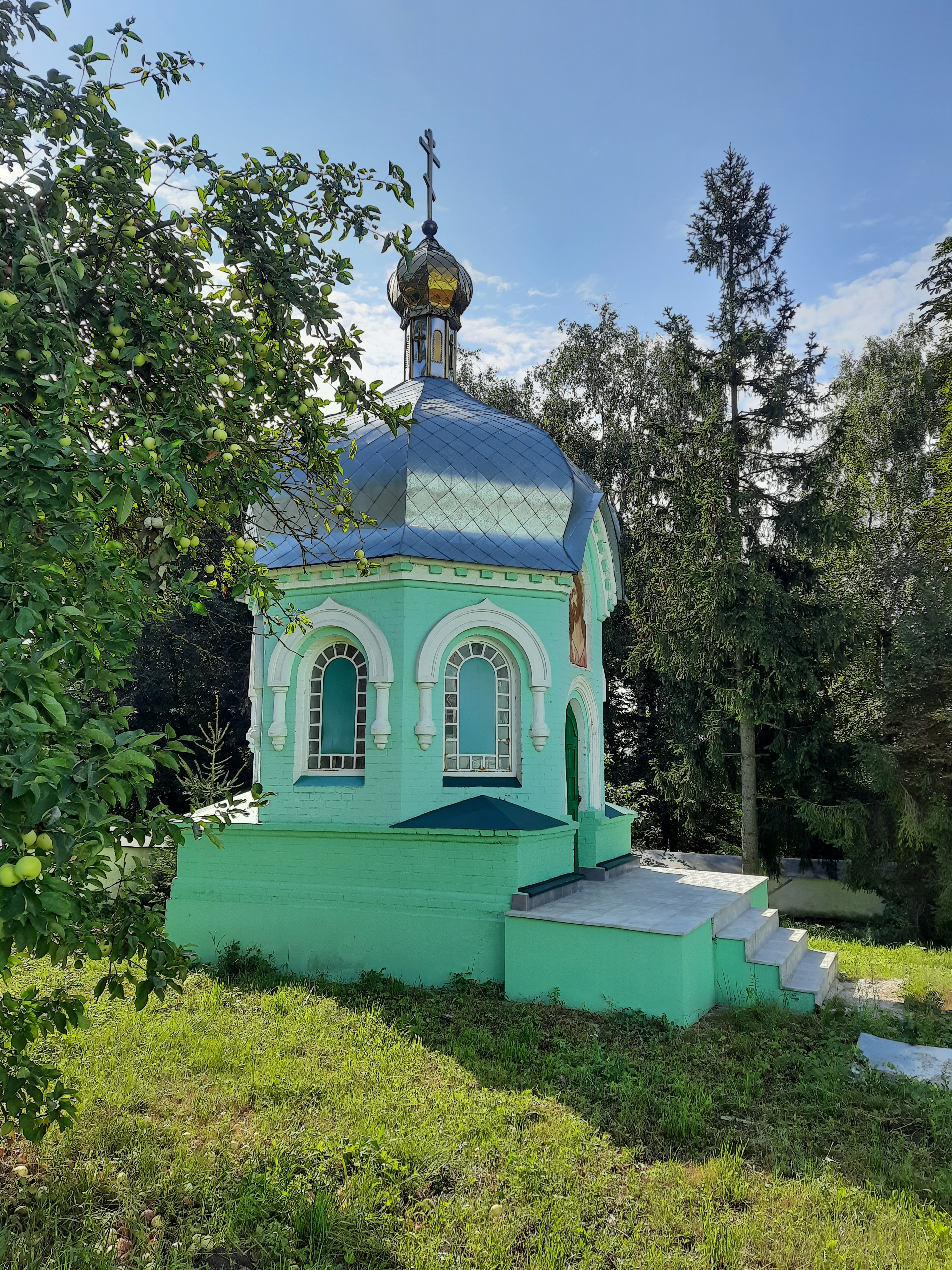
Церковна каплиця
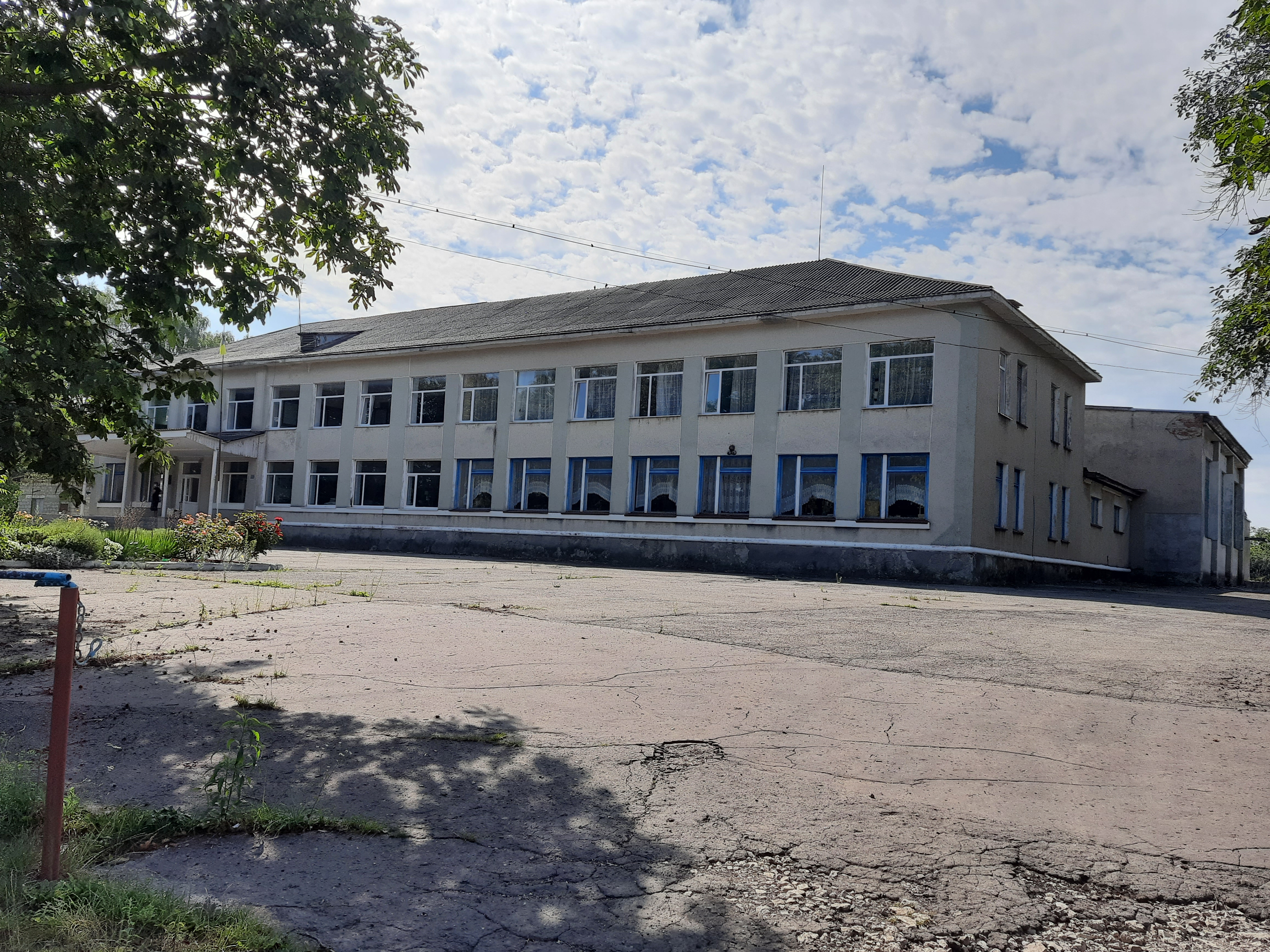
Школа
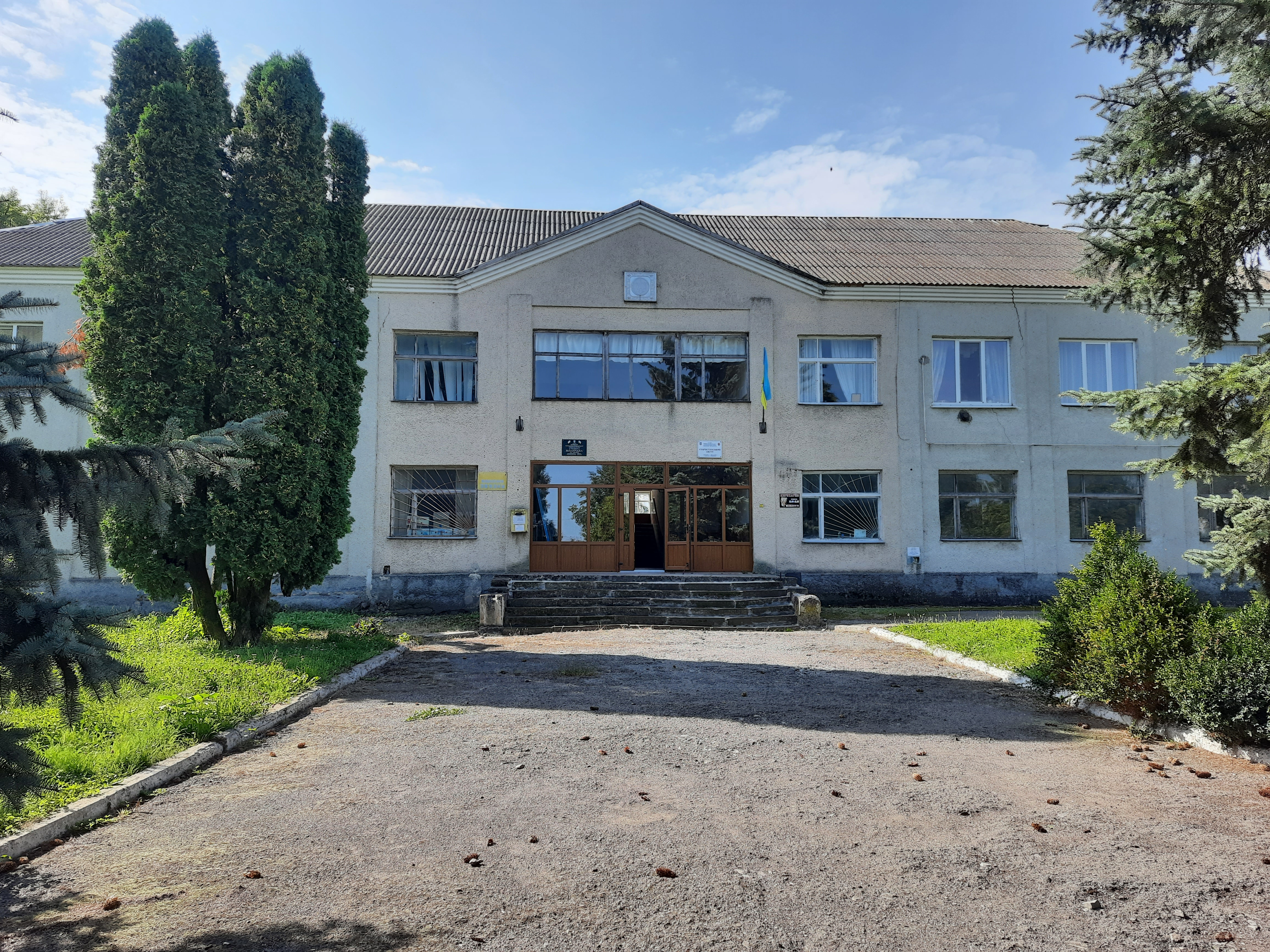
Старостат
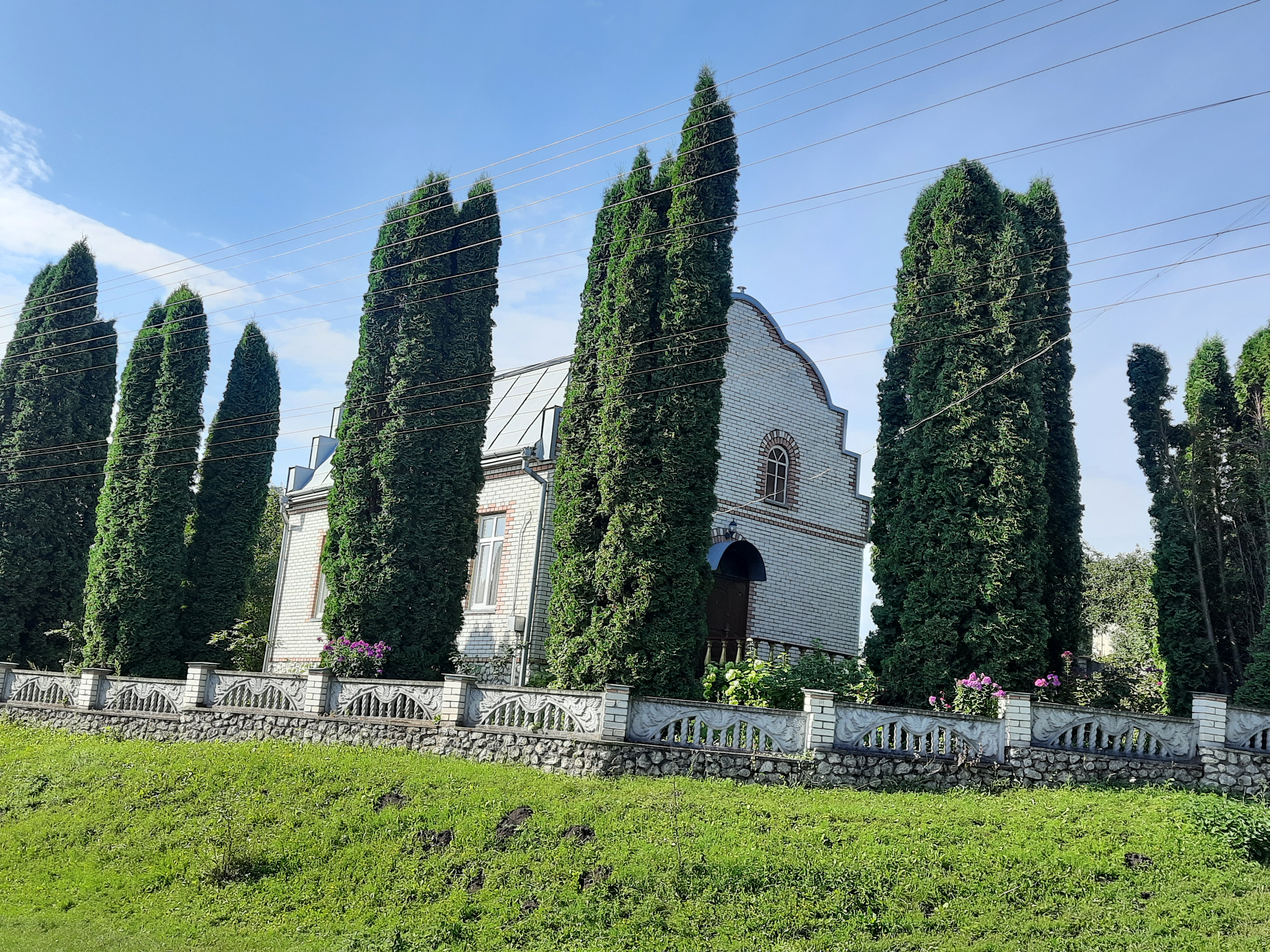
Дім молитви